# Dmitri Grenz
Dmitri Igorewitsch Grenz (kasachisch Дмитрий Игоревич Гренц; * 10. Juni 1996 in Öskemen) ist ein kasachischer Eishockeyspieler, der seit 2022 beim HK Swesda Moskau in der Wysschaja Hockey-Liga unter Vertrag steht.

## Karriere
Dmitri Grenz begann seine Karriere als Eishockeyspieler bei Torpedo Ust-Kamenogorsk, für dessen zweite Mannschaft er in der Saison 2013/14 sein Debüt in der Kasachischen Eishockeymeisterschaft gab. Bereits zuvor war er vom kasachischen KHL-Klub Barys Astana beim KHL Junior Draft 2013 in der dritten Runde als insgesamt 92. Spieler ausgewählt worden. 2014 wechselte er dann zu Barys, wurde aber zunächst vorwiegend von Nomad Astana, der zweiten Mannschaft des Klubs aus der kasachischen Meisterschaft, und von Sneschnyje Barsy Astana, der Juniorenmannschaft aus der Molodjoschnaja Chokkeinaja Liga, eingesetzt. Seine ersten KHL-Spiele absolvierte er in der Spielzeit 2015/16. 2017 wurde er mit Nomad Astana kasachischer Meister. In der Spielzeit 2017/18 kam er neben seinen Einsätzen für Barys Astana auch zu Spielen in der ersten Mannschaft von Torpedo Ust-Kamenogorsk in der Wysschaja Hockey-Liga. 2019 wechselte er für ein Jahr fest zu Torpedo Ust-Kamenogorsk, kehrte aber bereits 2020 nach Nur-Sultan, wie die kasachische Hauptstadt inzwischen heißt, zurück. Für Barys absolvierte er zehn KHL-Partien, ehe er im Januar abermals zu Torpedo zurückkehrte. Seit 2022 spielt er für den russischen Hauptstadtklub HK Swesda Moskau ebenfalls in der Wysschaja Hockey-Liga.

### International
Für Kasachstan nahm Grenz im Juniorenbereich zunächst an der Division I der U18-Junioren-Weltmeisterschaften 2013 und 2014 teil. Mit der kasachischen U20-Auswahl spielte er in der Division I bei den U20-Junioren-Weltmeisterschaften 2014, 2015 und 2016, als er gemeinsam mit seinem Landmann Älichan Ässetow, dem Österreicher Florian Baltram und dem Norweger Anders Gulliksen drittbester Scorer hinter dem Österreicher Dominic Zwerger und dem Kasachen Wladimir Wolkow sowie gemeinsam mit Zwerger drittbester Vorbereiter hinter Wolkow und Gulliksen wurde. Mit der kasachischen Studentenauswahl nahm er an der Winter-Universiade 2017 im eigenen Land teil und erreichte das Finale, das gegen die russischen Studenten verloren wurde.
Im Seniorenbereich stand er im Aufgebot seines Landes bei der Weltmeisterschaft 2016 in der Top-Division und bei der Weltmeisterschaft 2018 in der Division I. Darüber hinaus lief er für Kasachstan bei der Olympiaqualifikation für die Winterspiele in Pyeongchang 2018 und bei den Winter-Asienspielen 2017 im japanischen Sapporo, die er mit seiner Mannschaft gewinnen konnte, auf.

## Erfolge und Auszeichnungen
- 2013 Aufstieg in die Division I, Gruppe A, bei der U18-Weltmeisterschaft der Division I, Gruppe B
- 2015 Aufstieg in die Division I, Gruppe A, bei der U20-Weltmeisterschaft der Division I, Gruppe B
- 2017 Goldmedaille bei den Winter-Asienspielen
- 2017 Silbermedaille bei der Winter-Universiade
- 2017 Kasachischer Meister mit Nomad Astana

## KHL-Statistik
(Stand: Ende der Saison 2020/21)